# Tirà reial de tres bandes
El tirà reial de tres bandes (Conopias trivirgatus) és un ocell de la família dels tirànids (Tyrannidae).

## Hàbitat i distribució
Habita el bosc obert, localment a les terres baixes al sud de Veneçuela, nord-est del Perú, centre de Bolívia, Amazònia i sud-est del Brasil, est de Paraguai i nord-est de l'Argentina.